# Tomorrow (utwór U2)
"Tomorrow" – piosenka rockowej grupy U2, pochodząca z jej wydanego w 1981 roku albumu, October. Jest szóstym utworem na tej właśnie płycie. Tekst piosenki opowiada o pogrzebie matki Bono. Utwór został później nagrany ponownie przez Adama Claytona i Bono, po czym został wydany na albumie Common Ground: Voices of Modern Irish Music.
Początkowo zespół nie wykonywał utworu na żywo. Zmieniło się to, dopiero gdy 26 stycznia 1982 roku, grupa po raz pierwszy zagrała "Tomorrow", w trakcie koncertu w Dublinie, w ramach trasy October Tour. Piosenka została wykonana przez U2 w trakcie tej trasy jeszcze dwa razy. Zespół ze względu na kolejną trasę koncertową, War Tour, wykonywał "Tomorrow" w nowej, innej wersji. Piosenka była grana podczas wszystkich występów pierwszego etapu War Tour oraz przez dwa pierwsze tygodnie koncertów drugiego etapu tej trasy, zanim została wykonana po raz ostatni w maju 1983 roku.